# スタニスワフ・ガシェニツァ
スタニスワフ・ガシェニツァ（Stanisław Gąsienica Daniel、1951年3月6日 - ）は、ポーランド、ザコパネ出身の元スキージャンプ選手。

## プロフィール
1969-1970シーズンのジャンプ週間では第2戦で8位となり総合41位、1970年ノルディックスキー世界選手権に18歳で出場し90m級で銅メダルを獲得した。
また1970年のポーランド選手権で70m級、90m級とも優勝した。
1970-1971ジャンプ週間で自己最高の総合16位、
1972年札幌オリンピックでは70m級39位、90m級31位となった。
ポーランド選手権では1970年の2冠のほか70m級で1971年から1973年まで3年連続2位、90m級で1972年2位となっている。
1973年現役引退した。